# Fußball 2000
Fußball 2000 (Eigenschreibweise FUSSBALL 2000) ist ein Videopodcast des Hessischen Rundfunks, der sich, in mindestens wöchentlich auf YouTube erscheinenden Folgen, mit dem Fußball-Bundesligisten Eintracht Frankfurt beschäftigt. Der Name erinnert an den zukunftsweisenden Offensivfußball, der Anfang der 1990er Jahre in Frankfurt von Anthony Yeboah, Jay-Jay Okocha, Uwe Bein, Maurizio Gaudino und Andreas Möller gespielt wurde und damals „Fußball 2000“ genannt wurde.

## Format
Die Journalisten Philipp Hofmeister und Mark Weidenfeller und die Podcaster Marvin Mendel und Basti Red (eigentlich Basti Roth) treffen sich an wechselnden Orten in Frankfurt am Main und Umgebung und tauschen sich über aktuelle Themen und Fragen aus, die den Frankfurter Bundesliga-Verein betreffen. Typische Drehorte sind eine Innenstadt-Kneipe, die Bertramswiese, der Flughafen, die Kleinmarkthalle oder ein Sonnenstudio. Die Sendung bietet üblicherweise einen Mix aus sachlichen Analysen, Diskussionen über das jeweils vergangene sowie das kommende Spiel der Eintracht sowie persiflierenden, zum Teil bewusst kontroversen oder polemischen Diskussionen über aktuelle Entwicklungen rund um Eintracht Frankfurt, den DFB und die Fußball-Bundesliga. Ergänzend dazu werden einzelne Folgen auch unmittelbar nach den Spielen von Eintracht Frankfurt aufgezeichnet. Zu speziellen Anlässen gibt es auch Live-Sendungen, etwa zum letzten Tag der Wechselperiode; im September 2020 wurde erstmals eine Sendung als Bühnenprogramm live vor Publikum aufgezeichnet.
Anders als eher einfach produzierte Videopodcasts mit Bezug zu Fußballvereinen zeichnet sich Fußball 2000 durch Aufnahmen in der Regel mit mehreren Kameras und einen professionellen Schnitt aus. Einige Moderatoren sind hauptberuflich als Journalisten für den Hessischen Rundfunk u. a. für die Hessenschau tätig. Philipp Hofmeister ist durch regelmäßige Kommentierung von Bundesligaspielen im Radio, u. a. bei der Bundesligakonferenz bekannt. Basti Red bringt Erfahrung im Bereich Podcast ein (u. a. drei90, regelmäßige Gastauftritte im Rasenfunk, der Bohndesliga bei Rocket Beans TV).
Die Sendungen sind auf Youtube sowie der ARD-Mediathek abrufbar.
Nach dem Ausscheiden von Mark Weidenfeller 2023 und Philipp Hofmeister Anfang 2024 ergänzen die Journalisten Stephan Reich (11Freunde, hr) und Christopher Michel (Sport1, fussball.news) seit 2024 regelmäßig das Team.

## Erfolge
Den bislang größten viralen Erfolg hatte Fußball 2000 mit dem Fan-Song Hinti Army now für den österreichischen Nationalspieler Martin Hinteregger mit über 575.330 Aufrufen (Stand: 6. Dezember 2023). In der Adaption des Liedes In the Army Now von Status Quo besingen Schauspieler Emanuel Raggi und ein aus den Protagonisten und Fans bestehender Chor den Innenverteidiger Hinteregger. Beispiele für Berichte und Erwähnungen von Hinti Army Now sind: Sport1, FUMS-Magazin, in Österreich: Kurier, SKY Sport Austria, LAOLA1.at, kleinezeitung.at und Bundesliga präsentiert von SKY.
Nachdem der Spieler Martin Hinteregger am 1. August 2019 in langer Erwartung vieler Fans einen Fünfjahresvertrag bei Eintracht Frankfurt unterschrieb, veröffentlichte Fußball 2000 ein Remake des „Hinti-Army-Songs“ mit neu getexteten Strophen.
Bei der Auszeichnung Martin Hintereggers mit dem Bruno-Pezzey-Preis als „Legionär des Jahres“, also bester österreichischer Spieler bei einem ausländischen Verein, am 14. Oktober 2019 in Wien wurde nicht nur der „Hinti-Army-Song“ angespielt, sondern die Macher von Fußball 2000 und enge Freunde sangen den Song live auf der Bühne während der Preisverleihung. Dies wurde zeitgleich mit eigener Kamera in einem YouTube-Kanal übertragen und wurde in einer der nächsten Folge des Videopodcasts zusammengefasst.

## Verbreitung und mediale Aufmerksamkeit
Die Tageszeitungen Frankfurter Rundschau und Frankfurter Allgemeine Zeitung berichteten ausführlich über Fußball 2000.

## Besondere Gäste von FUSSBALL 2000
- Erik Zabel (ehemaliger Rad-Profi)
- Bosca (Rapper)
- Shantel (Musiker)
- Emanuel Raggi (Schauspieler und Regisseur)
- Max-Jacob Ost (Podcast-Moderator von Rasenfunk)
- Pia Geiger (Moderatorin Waldtribüne Eintracht Frankfurt)
- Heike Borufka (Gerichtsreporterin Hessischer Rundfunk)[20]
- Timothy Chandler (aktiver Fußballspieler bei Eintracht Frankfurt seit 2014)[21]
- Martin Hinteregger (ehemaliger Fußballspieler bei Eintracht Frankfurt, 2019 bis 2022)[22]
- Etienne Gardé (Fernsehmoderator)[23]